# 僵尸毁灭工程
《僵尸毁灭工程》是一款开放世界等距电子游戏，由英国和加拿大独立开发商The Indie Stone开发。游戏背景设定在末世僵尸横行的虚构诺克斯村（原型为美国肯塔基州诺克斯县）禁区内，玩家要挑战在不可避免地死亡之前尽可能长时间生存下去。《僵尸毁灭工程》是游戏门户网站Desura的阿尔法筹资版块发布的首批五款游戏之一。